# The Missing Person
Pour plus de détails, voir Fiche technique et Distribution.
The Missing Person est un film américain écrit et réalisé par Noah Buschel, sorti en salles en 2009.

## Fiche technique
- Titre : The Missing Person
- Réalisation et scénario : Noah Buschel
- Directeur de la photographie : Ryan Samul
- Montage : Mollie Goldstein
- Distribution des rôles : Lois J. Drabkin
- Décors : Aleta Shaffer
  - Décoratrice de plateau : Shannon Robert Bowen
- Costumes : Eden Miller
- Producteurs : Allen Bain, Lois J. Drabkin, Alex Estes et Jesse Scolaro
  - Coproductrice : Petra Hobel
  - Producteurs exécutifs : Jason Orans et Amy Ryan
- Sociétés de production : The 7th Floor et Apropos Films
- Distribution :  Strand Releasing;  Palace Films
- Budget : 1,5 million de $
- Genre : Comédie dramatique
- Pays :  États-Unis
- Langue : anglais
- Durée : 95 minutes
- Format : 
  - Image : Couleur (Technicolor)
  - Son : Dolby Digital
- Dates de sortie : 
  -  États-Unis : 16 janvier 2009 (Festival de Sundance); 20 novembre 2009 (sortie limitée)
  -  Australie : 3 décembre 2009

## Distribution
- Michael Shannon : John Rosow
- Frank Wood : John Fullmer
- Amy Ryan : Miss Charley
- Linda Emond : Megan Fullmer
- Paul Sparks : Gus
- Margaret Colin : Lana Cobb
- Paul Adelstein : Drexler Hewitt

## Réception

### Box-office
Distribué en sortie limitée aux États-Unis dans une à trois salles, The Missing Person totalise 17,896 $ de recettes au box-office après treize semaines à l'affiche.